# Ompax spatuloides
Ompax spatuloides – fikcyjna ryba dwudyszna "odkryta" w Australii w lipcu 1872.
Mistyfikacja powstała w Gayndah w Queenslandzie. Ryba została złożona z ciała ryby z rodziny mugilowatych, ogona węgorza i głowy dziobaka bądź ryby z rodziny belonowatych. Ugotowana "ryba" została podana Carlowi Staigerowi, ówczesnemu kuratorowi Brisbane Museum. Staiger przesłał rysunek i opis ryby francuskiemu ekspertowi Francisowi de Laporte de Castelnau, który z kolei opisał "zwierzę" w 1879. Castelnau przypuszczał, że ryba jest najbliżej spokrewniona z niszczukokształtnymi z Ameryki Północnej. Według opisu "ryba" miała być trująca. Ompax figurował w spisach fauny australijskiej, pomimo tego, że nigdy nie znaleziono drugiego egzemplarza. Jeszcze w latach 30. XX w. ryba była opisywana w niektórych książkach jako naprawdę istniejący gatunek.